# Wet van Brugmann
De wet van Brugmann (vernoemd naar Karl Brugmann) is een hypothetische klankwet volgens welke de Proto-Indo-Europese o als ablaut van e in het Indo-Iraans in open lettergrepen die niet het einde van een woord vormden veranderde in ā, en op alle andere plekken in ǎ. De regel gaat niet op voor een woord als *poti- ("heer, meester"), omdat hier geen afgeleide wortel *pet van bestaat; in het Sanskriet is het daarom pati- en niet *pāti geworden. 
Met behulp van deze theorie kunnen verschijnselen worden verklaard die anders onbegrijpelijk zijn. In het Sanskriet zijn de meervouden van "vader", "moeder" en "broer" pitaras, mātaras en bhrātaras, terwijl daarnaast het meervoud van "zuster" svasāras is. Dit lijkt een logisch gevolg van het feit dat de gemeenschappelijke wortel van de eerste 3 woorden *-ter- is, terwijl het laatste woord teruggaat tot de wortel *swesor- (vgl. het Latijnse pater, māter en frāter versus soror). Ook het feit dat veel n-stammen in het Sanskriet worden voorafggaan door een lange a terwijl de cognaten in andere Indo-Europese taalfamilies hier vaak een -on stam hebben 
(bijvoorbeeld śvānas, "honden") is op deze manier goed verklaarbaar.